# Рудых, Александр Витальевич
Алекса́ндр Вита́льевич Руды́х (родился 2 июня 1955, Усть-Кут, Иркутская область) — советский и российский военнослужащий, полковник. Лётчик-испытатель армейской авиации, участник боевых действий в Афганистане и Чечне. Герой России, Заслуженный военный лётчик Российской Федерации.

## Биография
Родился в городе Усть-Куте Иркутской области. Русский.
В 1972 году окончил среднюю школу № 6.

### Военная служба
В 1972 году поступил в Сызранское высшее военное авиационное училище лётчиков. Окончив его в 1976 году, служил в строевых вертолётных полках.
Позже переведён в Центр боевого применения и переучивания лётного состава армейской авиации в городе Торжке на должность лётчика-исследователя лётно-методического отдела.
В 1980-х годах принимал участие в боевых действиях в Афганистане. Выезжал в заграничные командировки в Анголу, Мозамбик, Ливию, Эфиопию для обучения личного состава ВВС иностранных государств и изучения опыта эксплуатации вертолётов в тяжёлых климатических условиях.
В 1985 году награждён орденом «За службу Родине в Вооружённых Силах СССР» III степени.
С 1989 по 1997 годы в звании полковника руководил лётно-методическим отделом управления Центра. Принимал участие в Первой чеченской войне.
С 1991 года — в составе пилотажной группы «Беркуты». Впервые выполнил ряд фигур сложного пилотажа на вертолёте Ми-24П.
С 1995 года — Заслуженный военный лётчик Российской Федерации. Окончил Военно-воздушную академию имени Ю. А. Гагарина.
В 1996 году за испытание и исследование новой авиатехники в условиях, связанных с риском для жизни награждён Орденом Мужества.
С 1997 года — в составе пилотажной группы «Чёрные акулы». Принимал участие в воздушных праздниках «Мосаэрошоу» и представлял российские вертолёты на международных авиасалонах и выставках. Общий налёт свыше 5000 часов.
С того же года проходит службу в Управлении армейской авиации Сухопутных войск (после 2003 года перешедшего в подчинение Военно-воздушных сил) — на должности начальника отдела боевой подготовки армейской авиации.
Принял участие во Второй чеченской войне. Летом 2000 года провёл уникальную боевую операцию, уничтожив особо опасную бандгруппу в районе села Сержень-Юрт.
С декабря 2000 по февраль 2001 года воевал в Чечне в должности командира экспериментальной боевой ударной группы в составе двух ударных вертолётов Ка-50 («Чёрная акула») и вертолёта всепогодного целеуказания Ка-29ВПНЦУ.
23 сентября 2004 года за мужество и героизм, проявленные при выполнении воинского долга в Северо-Кавказском регионе в условиях, сопряженных с риском для жизни, полковнику Рудых Александру Витальевичу присвоено звание Героя Российской Федерации.
27 февраля 2007 года присвоено звание почётного гражданина Усть-Кутского района Иркутской области.
Продолжает службу в Вооружённых Силах Российской Федерации.